# Kilmarnock FC
Kilmarnock F.C. este un club de fotbal din Kilmarnock, Scoția. Fondat în anul 1869, clubul este cel mai vechi dintre cele care evoluează în Scottish Premier League.
Kilmarnock a disputat primul meci de fotbal oficial din Scoția în anul 1873, împotriva echipei Renton FC, desființată între timp. Cel mai mare succces din istoria clubului a fost înregistrat în anul 1965, când a devenit în premieră campioană a Scoției. În cupele europene, cel mai bun parcurs al echipei a fost realizat în sezonul 1966–67 al Cupei Orașelor Târguri, când a ajuns până în semifinale, de unde a fost eliminată de o altă echipă britanică, Leeds United.
Ultimul succes a fost înregistrat în 1997, când Kilmarnock a câștigat Cupa Scoției, în urma victoriei cu 1–0 în finala cu Falkirk F.C..
Cupa Scoției la fotbal amator:
Campioană: 1869-1870, 1872-1873.